# Pachypodium namaquanum
Pachypodium namaquanum är en oleanderväxtart som först beskrevs av Wyley och William Henry Harvey, och fick sitt nu gällande namn av Friedrich Welwitsch. Pachypodium namaquanum ingår i släktet Pachypodium och familjen oleanderväxter. Den finns bara längs Oranjefloden, i Richtersveld på gränsen mellan Namibia och Sydafrika.

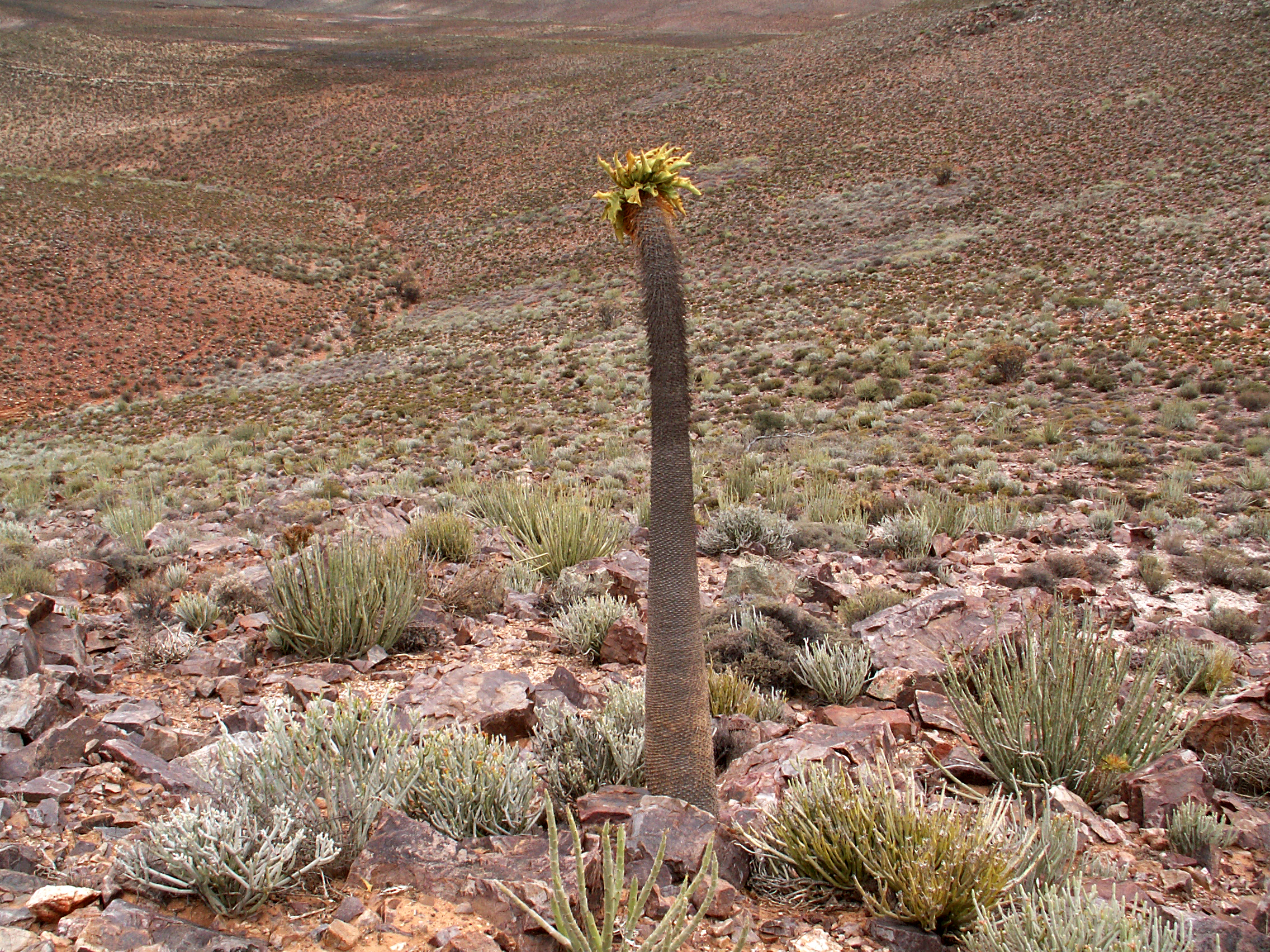
Pachypodium namaquanum.